# Cortex (Mykologie)
Als Cortex oder Corticalschicht bezeichnet man eine meist mehr oder weniger dünne, oft schon mit der Lupe deutlich zu erkennende Schicht aus sehr dicht verflochtenem und oft miteinander verklebtem (agglutiniertem) Hyphen. Sie befindet sich im oberen Teil der Trama und bildet eine Art Rindenschicht, von der häufig die Haare des Hutfilzes (Tomentum) ausgehen. In der Regel ist sie dunkler, oft gelbrötlich, braun oder schwärzlich gefärbt. Nach dem Verkahlen der Hutoberfläche kann die Corticalschicht eine dünne, krustige Hutoberfläche bilden. Das Vorkommen oder Fehlen einer Corticalschicht ist besonders bei den Nichtblätterpilzen (Aphyllophorales) ein wichtiges Bestimmungsmerkmal. Eine Cortex-Schicht findet man zum Beispiel bei den Schichtpilzen (Stereum), Amylostereum und Laurilia, sowie bei vielen anderen Gattungen.
Ganz allgemein wird auch die Rindenschicht auf der Hut- oder Stieloberfläche als Cortex bezeichnet.